# Mixomatosis

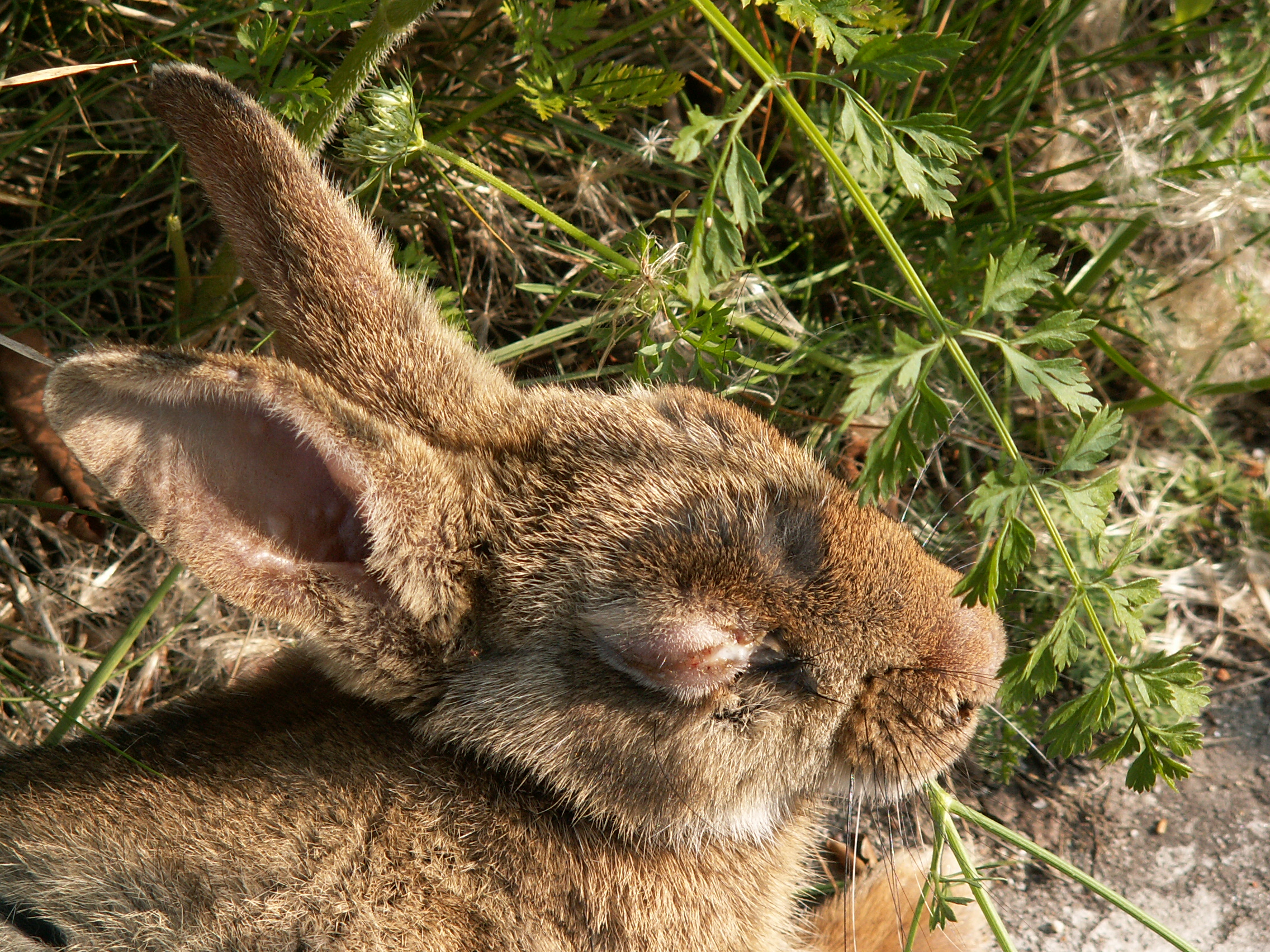
Cabeza de conejo afectado de mixomatosis.

La mixomatosis (mixoma, tumor de los tejidos conjuntivos), llamada vulgarmente tomatosis, es una enfermedad infecciosa de origen vírico que afecta a los conejos y a la liebre ibérica (aparición en julio de 2018). El agente causal es el Myxoma virus, del género Leporipoxvirus (en la familia Poxviridae). Se caracteriza por tumefacciones en la piel y en las membranas mucosas, particularmente en cabeza y genitales. Después suele evolucionar a conjuntivitis aguda y a veces ceguera. El conejo se vuelve apático, pierde el apetito y desarrolla fiebre. En los casos típicos en que el animal no posee resistencia, la muerte acontece de media en trece días. La forma de transmisión es la pulga y otros artrópodos chupadores de sangre en Europa, aunque por ejemplo en Australia se transmite a través de los mosquitos.
Se descubrió en Uruguay a fines del siglo XIX, en conejos importados del género Sylvilagus. Posteriormente, se extendió por las poblaciones suramericanas de conejos silvestres. Sin embargo, esta era una cepa menos virulenta que la que se introdujo en Australia en 1950 y que redujo la población drásticamente (de seiscientos millones a cien millones en dos años).

## La mixomatosis y el control de las poblaciones de conejo
La mixomatosis es una enfermedad mortal para la familia de los Leporidae. Durante décadas, científicos de Gran Bretaña, Alemania y Francia buscaron un remedio contra la plaga en que se habían convertido los conejos como consecuencia de haber diezmado o extinguido sus depredadores naturales y de haber promovido su crianza al ser una fuente importante de carne y pelo. El médico francés Paul-Félix Armand-Delille implementó la solución aplicada años anteriores por Jean Macnamara en 1930:introdujo artificialmente en Francia en 1952 unos cuantos conejos inoculados con el virus de la mixomatosis que rápidamente se extendió por el continente europeo de forma natural, a través de artrópodos chupadores de sangre y diezmó la población francesa en dos años (90 % de mortalidad). La mixomatosis, junto con la neumonía hemorragicovírica, es la causante del declive del conejo en la península ibérica, lo que ha causado la decadencia de animales emblemáticos hasta el punto de que del águila imperial ibérica se perdieron el 70 % de los nidos y el lince ibérico se encontró sin su sustento básico.
Existe una vacuna de vector vírico para conejos domésticos, si bien en Europa ejemplares silvestres han desarrollado inmunidad y se extienden paulatinamente.